# 国鉄タキ17600形貨車
国鉄タキ17600形貨車（こくてつタキ17600がたかしゃ）は、かつて日本国有鉄道（国鉄）及び1987年（昭和62年）4月の国鉄分割民営化後は日本貨物鉄道（JR貨物）に在籍した私有貨車（タンク車）である。

## 概要
本形式は、金属ナトリウム専用の30t 積タンク車として1970年（昭和45年）8月4日に5両（タキ17600 - タキ17604）、同年10月6日に3両（タキ17605 - タキ17607）が、日本車輌製造1社のみで製作された。
金属ナトリウムを専用種別とする形式には、本形式の他には例がなく唯一の存在であった。
落成時の所有者は、日本曹達の1社のみでありその常備駅は信越本線の二本木駅であった。1979年（昭和54年）9月13日に5両（タキ17602 - タキ17604, タキ17606, タキ17607）が日本ポリウレタン工業へ名義変更され、常備駅は山陽本線の新南陽駅へ変更された。
1979年（昭和54年）10月に制定された化成品分類番号では、燃（禁水）44（燃焼性の物質、水と反応する物質、可燃性固体、禁水指定のもの）が標記された。
普通鋼（一般構造用圧延鋼材）製のタンク体に、厚さ100mmのグラスウール断熱材を巻き、薄鋼板製のキセ（外板）、加熱管が設置された。
輸送方式は、高温の液体状態の金属ナトリウムを積込みその後冷却し固体化させその状態で輸送し目的地に到着後加熱し再溶融させた後取り出すといった手間のかかる方法で行われた。荷役方式は上入れ上出し式である。
車体色は黒色、寸法関係は全長は13,800mm、全幅は2,400mm、全高は3,775mm、台車中心間距離は9,700mm、実容積は32.6m3、自重は21.3t、換算両数は積車5.0、空車2.2であり、台車はベッテンドルフ式のTR41Cである。
1987年（昭和62年）4月の国鉄分割民営化時には全車がJR貨物に継承されたが、1997年（平成9年）6月に最後まで在籍した3両（タキ17600, タキ17601, タキ17605）が廃車となり同時に形式消滅となった。